# Nuth
Nuth est une ville et une ancienne commune du sud-est des Pays-Bas. Elle est située dans la province du Limbourg.
Le village de Nuth se compose de 5 548 habitants (au 1er janvier 2005). Les autres villages et hameaux faisant partie de la commune sont Aalbeek, Grijzegrubben, Helle, Hellebroek, Hulsberg, Laar, Schimmert, Swier, Terstraten, Vaesrade, Wijnandsrade.

## Topographie

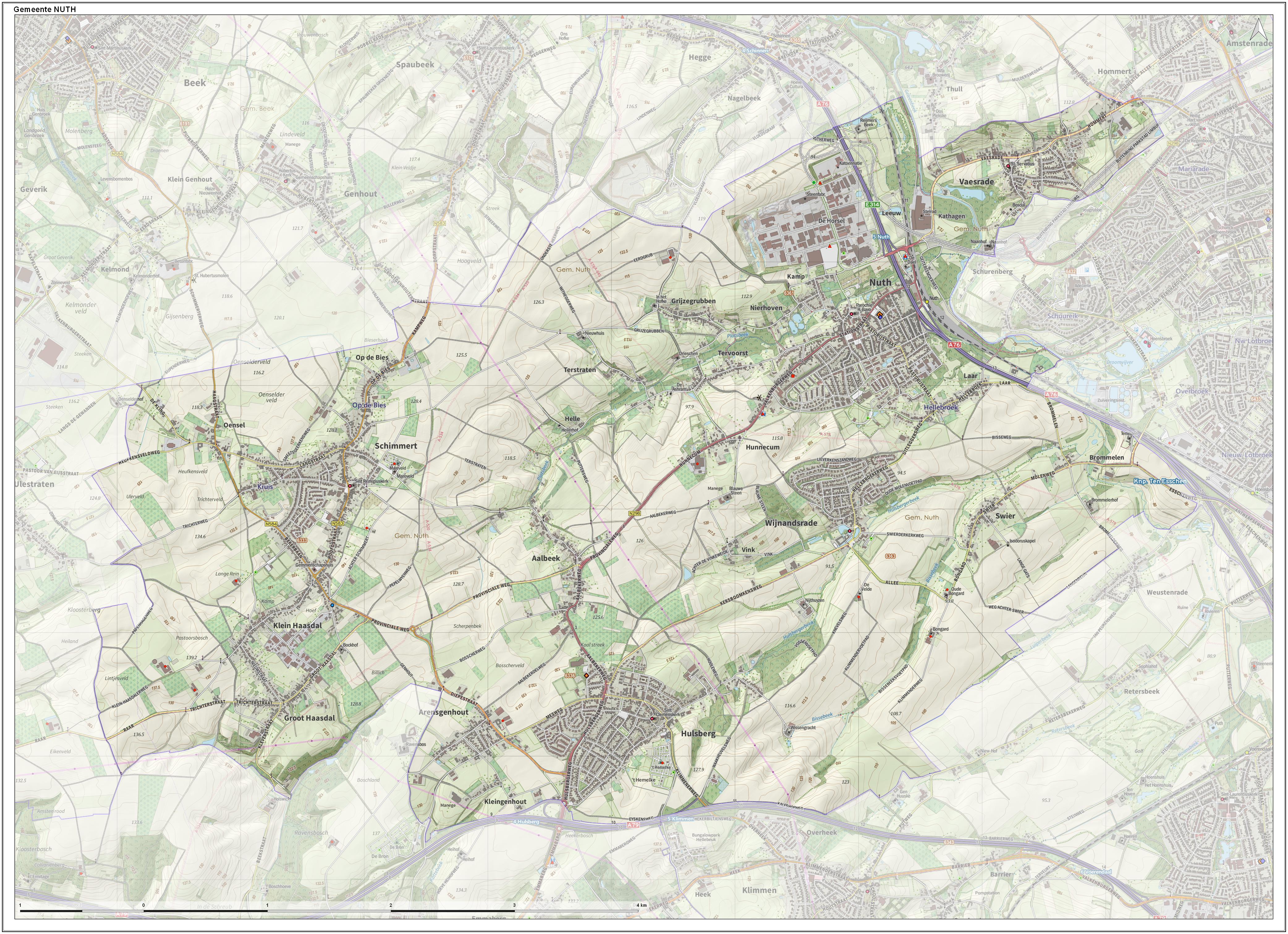
Carte topographique (en néerlandais) de l'ancienne commune de Nuth, juin 2015